# Gina Bass
Gina Mariam Bass Bittaye (ur. 3 maja 1995) – gambijska lekkoatletka specjalizująca się w biegach sprinterskich.
Zadebiutowała w 2011 roku na mistrzostwach świata juniorów młodszych. W 2015 osiągnęła półfinały na 100 i 200 metrów podczas igrzysk afrykańskich w Brazzaville. Brązowa medalistka mistrzostw Afryki w biegu na 200 metrów (2016). W tym samym roku reprezentowała Gambię na igrzyskach olimpijskich w Rio de Janeiro, nie awansując do półfinału biegu na dystansie 200 metrów. Złota i srebrna medalistka igrzysk solidarności islamskiej (2017). W 2019 zdobyła złoty i srebrny medal igrzysk afrykańskich (w konkurencji odpowiednio biegu na 200 i 100 metrów), w 2021 była półfinalistką igrzysk olimpijskich w biegu na 100 i 200 metrów, w 2022 zaś została złotą i brązową medalistką mistrzostw Afryki (w konkurencji odpowiednio biegu na 100 metrów i sztafety 4 × 100 metrów). W 2024 indywidualnie sięgnęła po dwa kolejne złote medale igrzysk afrykańskich (w biegu na 100 i 200 metrów).
Rekordy życiowe: bieg na 60 metrów (hala) – 7,11 (19 lutego 2020, Liévin) rekord Gambii; bieg na 100 metrów – 10,93 (18 maja 2024, Fort-de-France) rekord Gambii; bieg na 200 metrów – 22,58 (30 sierpnia 2019, Rabat) rekord Gambii.

## Osiągnięcia
| Rok  | Impreza                               | Miejsce         | Konkurencja             | Lokata     | Wynik  |
| ---- | ------------------------------------- | --------------- | ----------------------- | ---------- | ------ |
| 2011 | Mistrzostwa świata juniorów młodszych | Lille Metropole | bieg na 100 m           | eliminacje | 12,44  |
| 2015 | Igrzyska afrykańskie                  | Brazzaville     | bieg na 100 m           | półfinał   | 11,97  |
| 2015 | Igrzyska afrykańskie                  | Brazzaville     | bieg na 200 m           | półfinał   | 24,13  |
| 2016 | Mistrzostwa Afryki                    | Durban          | bieg na 100 m           | półfinał   | 11,63  |
| 2016 | Mistrzostwa Afryki                    | Durban          | bieg na 200 m           | 3. miejsce | 22,92  |
| 2016 | Igrzyska olimpijskie                  | Rio de Janeiro  | bieg na 200 m           | eliminacje | 23,43  |
| 2017 | Igrzyska solidarności islamskiej      | Baku            | bieg na 100 m           | 1. miejsce | 11,56  |
| 2017 | Igrzyska solidarności islamskiej      | Baku            | bieg na 200 m           | 2. miejsce | 23,15  |
| 2017 | Mistrzostwa świata                    | Londyn          | bieg na 200 m           | eliminacje | 23,56  |
| 2018 | Igrzyska Wspólnoty Narodów            | Gold Coast      | bieg na 100 m           | półfinał   | 11,64  |
| 2018 | Igrzyska Wspólnoty Narodów            | Gold Coast      | bieg na 200 m           | półfinał   | 23,60  |
| 2019 | Igrzyska afrykańskie                  | Rabat           | bieg na 100 m           | 2. miejsce | 11,13  |
| 2019 | Igrzyska afrykańskie                  | Rabat           | bieg na 200 m           | 1. miejsce | 22,58  |
| 2019 | Mistrzostwa świata                    | Doha            | bieg na 100 m           | półfinał   | 11,24  |
| 2019 | Mistrzostwa świata                    | Doha            | bieg na 200 m           | 6. miejsce | 22,71  |
| 2021 | Igrzyska olimpijskie                  | Tokio           | bieg na 100 m           | półfinał   | 11,16  |
| 2021 | Igrzyska olimpijskie                  | Tokio           | bieg na 200 m           | półfinał   | 22,67  |
| 2022 | Halowe mistrzostwa świata             | Belgrad         | bieg na 60 m            | półfinał   | 7,31   |
| 2022 | Mistrzostwa Afryki                    | Saint-Pierre    | bieg na 100 m           | 1. miejsce | 11,06  |
| 2022 | Mistrzostwa Afryki                    | Saint-Pierre    | sztafeta 4 × 100 m      | 3. miejsce | 44,97  |
| 2022 | Mistrzostwa świata                    | Eugene          | bieg na 200 m           | półfinał   | 22,71  |
| 2022 | Igrzyska Wspólnoty Narodów            | Birmingham      | bieg na 200 m           | 5. miejsce | 23,13  |
| 2022 | Igrzyska solidarności islamskiej      | Konya           | bieg na 200 m           | 1. miejsce | 22,63w |
| 2022 | Igrzyska solidarności islamskiej      | Konya           | sztafeta 4 × 100 m      | 1. miejsce | 43,83  |
| 2023 | Mistrzostwa świata                    | Budapeszt       | bieg na 100 m           | eliminacje | 11,19  |
| 2023 | Mistrzostwa świata                    | Budapeszt       | bieg na 200 m           | półfinał   | 23,10  |
| 2024 | Mistrzostwa świata                    | Glasgow         | bieg na 60 m            | półfinał   | 7,21   |
| 2024 | Igrzyska afrykańskie                  | Akra            | bieg na 100 m           | 1. miejsce | 11,36  |
| 2024 | Igrzyska afrykańskie                  | Akra            | bieg na 200 m           | 1. miejsce | 23,13  |
| 2024 | Mistrzostwa Afryki                    | Duala           | bieg na 100 metrów      | 1. miejsce | 11,14  |
| 2024 | Mistrzostwa Afryki                    | Duala           | sztafeta 4 × 100 metrów | eliminacje | 55,21  |
| 2024 | Igrzyska olimpijskie                  | Paryż           | bieg na 100 m           | półfinał   | 11,10  |
| 2024 | Igrzyska olimpijskie                  | Paryż           | bieg na 200 m           | półfinał   | 22,66  |